# Sinus Successus
La característica lunar Sinus Successus (en llatí per a "Badia de l'èxit") es una badia que es troba al llarg de la vora oriental de la Mare Fecunditatis.
És una protuberància externa que forma un tipus de badia. Les coordenades selenogràfiques de Sinus Successus són de 0.9 ° N, 59.0 ° E i el diàmetre és de 132 km. A l'extrem oriental de la badia es troba el cràter inundat Condon, i el cràter Webb forma l'extrem sud de la zona. No hi ha altres característiques de rellevància a la badia. No obstant això, el terreny just al nord-oest de Sinus Successus va ser el lloc de destinació per a les sondes soviètiques Luna 18 i Luna 20.